# Parafia Narodzenia Najświętszej Maryi Panny w Płonce
Parafia Narodzenia Najświętszej Maryi Panny w Płonce – parafia rzymskokatolicka, znajdująca się w archidiecezji lubelskiej, w dekanacie Turobin. 
Według stanu na miesiąc luty 2017 liczba wiernych w parafii w Płonce wynosiła 1308 osób.